# Юсуф Акгюн
Юсуф Акгюн (на турски: Yusuf Akgün) е турски актьор. В България е известен с ролята си на Корай Онат - най добрият приятел на Емир и бившият приятел на Ханде от сериала Огледален свят по bTV.

## Биография
Юсуф Акгюн е роден на 11 септември 1984 година в град Истанбул. Като ученик започва да проявява интерес към театъра. Юсуф участва в няколко училищни представления, както и в няколко аматьорски спектакли в театъра. Макар и слабо посещавани, добрата му актьорска игра не остава незабелязана и професионални актьори от местния театър му препоръчват да започне да се занимава професионално с театър. Дори успява да спечели награда и стипендия, която получава до края на средното си образование.
След като завършва училище Юсуф кандидатства в държавния университет за изящни изкуства. Той е приет на първо класиране и получава пълна стипендия за отличен успех. Още като студент е забелязан от преподаватели и продуценти.
Поканен е в няколко телевизионни реклами, в които рекламира местни продукти. Също така участва с няколко малки роли в сериали, които всъщност не успяват да станат популярни. Истинският успех идва с ролята си на Корай Онат в сериала Огледален свят.

## Филмография

### Сериали
| Година      | Филм                                          | Роля           |
| 2005        | Kırık Kanatlar                                | Йозай          |
| 2007        | Hepsi1                                        | Коркут         |
| 2007        | Semazen                                       |                |
| 2008        | Derdest                                       | Боаач Йълдъръм |
| 2010        | (Ангели пазители) Melekler Korusun            | Емре           |
| 2011 – 2012 | (Огледален свят) Adını Feriha Koydum          | Корай Онат     |
| 2012        | Böyle Bitmesin                                |                |
| 2014        | Beni Böyle Sev                                | Фуркан         |
| 2015        | Hayat Mucizelere Gebe                         | Серхат         |
| 2017        | (Моят живот) O Hayat Benim                    | Оркун Байтан   |
| 2017 – 2018 | (Сълзи от Рая) Cennetin Gözyaslari            | Орхан Сойер    |
| 2021 – 2022 | (Любов, логика, отмъщение) Aşk Mantık İntikam | Мерт Балкър    |

### Филми
| Година | Филм                                     | Роля   |
| 2004   | Balans ve Manevra                        | Рухи   |
| 2010   | Saklı Hayatlar                           | Мурат  |
| 2013   | (Вода и огън) Su ve Ates                 | Турхан |
| 2017   | (Горчиво, сладко, кисело) Acı Tatlı Ekşi | Алпер  |